# گابی ان‌جی
گابی ان‌جِی (کره‌ای: 가비엔제이؛ انگلیسی: Gavy NJ) گروه دخترانه سه نفره آراندبی اهل کره جنوبی است که در سال ۲۰۰۵ شکل گرفت. ترکیب سه نفرهٔ این گروه تاکنون تغییرات زیادی کرده است و اکنون برای ترکیب جدید ادیشن برگزار می‌کنند.

## اعضا
- نسل اول: هه‌مین (혜민)، هی‌یونگ (희영) و شی هیون (시현)
- نسل دوم: هی یونگ (희영)، شی‌هیون (시현) و میستی (미스티)
- نسل سوم: شی‌هیون (시현)، جنی (제니) و گون‌جی (건지)
- نسل چهارم: جنی (제니)، گون‌جی (건지) و سورین (서린)

## ترانه‌شناسی

### آلبوم‌های استودیویی
| عنوان             | جزئیات آلبوم                                                           | بالاترین جایگاه جدول | فروش                 |
| عنوان             | جزئیات آلبوم                                                           | کره جنوبی            | فروش                 |
| ----------------- | ---------------------------------------------------------------------- | -------------------- | -------------------- |
| The Very First    | - انتشار: ۹ نوامبر ۲۰۰۵ - ناشر: گود بری انترتینمنت - فرمت: سی‌دی، کاست  | ۵                    | - کره جنوبی: ۶۸٬۶۷۹+ |
| The Very Surprise | - انتشار: ۱۵ نوامبر ۲۰۰۶ - ناشر: گود بری انترتینمنت - فرمت: سی‌دی، کاست | ۸                    | - کره جنوبی: ۲۵٬۷۶۹+ |
| The Beginning     | - انتشار: ۲۶ مه ۲۰۰۸ - ناشر: ویتامین انترتینمنت - فرمت: سی‌دی           | ۱۱                   | - کره جنوبی: ۹٬۰۸۲+  |

### آلبوم‌های گردآوری‌شده
| عنوان            | جزئیات آلبوم                                                     | بالاترین جایگاه جدول | فروش‌ها |
| عنوان            | جزئیات آلبوم                                                     | کره جنوبی            | فروش‌ها |
| ---------------- | ---------------------------------------------------------------- | -------------------- | ------ |
| A Final Reminder | - انتشار: ۱۲ دسامبر ۲۰۰۸ - ناشر: ویتامین انترتینمنت - فرمت: سی‌دی | —                    | —      |